# August Meier (SS-Mitglied)
August Meier (* 8. Oktober 1900 in Mainz; † 13. Mai 1960 in der Strafanstalt Bayreuth (Suizid)) war ein deutscher SS-Obersturmbannführer und Führer im Einsatzkommando 5 der Einsatzgruppe C.

## Leben
Der kaufmännische Angestellte kämpfte im Ersten Weltkrieg. Zum 1. Mai 1933 trat er der NSDAP bei (Mitgliedsnummer 2.019.775) und schloss sich zum 28. April desselben Jahres der SS an (SS-Nummer 73.073). Ab dem Jahre 1936 besetzte er die Position eines SD-Abschnittsführers in Wiesbaden. Auch in Breslau war er beim SD tätig. Im Reichssicherheitshauptamt (RSHA) war er 1941 als Amtsrat der Leiter des Referats II C4 für Wirtschaftsfragen zuständig.
Im Juni 1941 wurde er nach Glagow abkommandiert, wo er beim Aufbau der Einsatzgruppe C in der Abteilung III eingesetzt wurde. Danach war er Verbindungsoffizier der Einsatzgruppe C zum Höheren SS- und Polizeiführer der Ukraine.
Am 5. September 1941 ernannte man ihn zum Kommandeur des Einsatzkommandos 5 der Einsatzgruppe C. Von September bis Februar 1942 wurden unter seinem Kommando durch das Einsatzkommando 5 in der Region Kiew etwa 10.000 Juden ermordet, wie das Landgericht Düsseldorf am 5. August 1966 in einem Urteil (8 I Ks/66) feststellte. Diese als Säuberungsaktionen (SS-Jargon) bezeichneten Unternehmungen hatte SS-Obergruppenführer Friedrich Jeckeln am 29. November 1941 in einem Zeugnis für Meier angeführt.
Danach wurde er in Kiew zum Aufbau des Kommandos des Befehlshabers der Sicherheitspolizei und des SD (BdS) eingesetzt. Vom 5. Juli 1942 bis November 1942 führte er als Nachfolger von Walter Haensch das Einsatzkommando 4b der Einsatzgruppe C. In Stalingrad erkrankte er an Flecktyphus und Malaria. Nach seiner Evakuierung per Flugzeug aus dem Kessel lag er in mehreren Lazaretten bis zu seiner Genesung im Mai 1943. Danach war er Kommandeur der Sicherheitspolizei und des SD (KdS) Limoges in Frankreich.
Nach dem Kriege fand er eine Anstellung bei der Stadtverwaltung in Miltenberg. Auf eine französische Anforderung hin erfolgte 1949 seine Auslieferung. Das Militärgericht in Bordeaux verurteilte ihn im Juni zu zwanzig Jahren Zwangsarbeit. Wegen seines Gesundheitszustandes – er war zu sechzig Prozent erwerbsunfähig – wurde er 1956 aus der Haft entlassen.  
Im September/Oktober 1959 wurde er zu den Vorgängen in der Ukraine verhört, sein Befehlshaber zu der Zeit war Max Thomas, so bei der Staatsanwaltschaft beim Landgericht Aschaffenburg. Danach wurde er verhaftet und in die Landesstrafanstalt von Hohenasperg überführt. Dort beging er im Mai 1960 Selbstmord.